# 奏の杜
奏の杜（かなでのもり）は、千葉県習志野市にある地名。現行行政地名は奏の杜一丁目から奏の杜三丁目。郵便番号は275-0028。

## 概要
奏の杜は、1日の平均乗車人員が10万人を超えるJR津田沼駅の南側に位置し、かつては市街化調整区域である広大な畑が広がっていた。この畑では、市場で高い評価を得てきた品質の高いニンジンが栽培されていた。津田沼地域は1970年代以降、南北の駅前周辺に大型商業施設が次々とオープンし活気づいていった一方で、奏の杜にあたる地域は市街化区域に編入するかの住民投票が行われたこともあったが、結果的に市街化調整区域として大部分が畑地のまま存続し、「首都圏最後の未開発地」とも呼ばれた。
その後、農業経営者が高齢化した上に後継者がいないことから土地利用転換の機運が高まり、地権者の総意で土地区画整理事業が行われることになった。2003年に組合設立準備会が発足し、2007年に組合発足、「JR津田沼駅南口特定土地区画整理事業」が始まった。
当初はプロ野球の本拠地となる野球場を誘致する案もあったが、商業施設やサービス施設、住宅などが集まる地域として整備された。

## 沿革
- 2007年（平成19年） - JR津田沼駅南口特定土地区画整理事業開始。
- 2013年（平成25年）2月1日  - 谷津1丁目、6丁目、7丁目の一部の区域が区画整理に伴い住居表示を「奏の杜」に変更[7]。

## 地名の由来
開発地域が音楽に造詣の深い土地であることに由来し、日々の暮らしにおいて多様な世代、価値観、個性が重なり合って調和する様子を表現する「奏」と、人の手で育まれる文化としての森を意味する「杜」を組み合わせ、「奏の杜」とした。

## 町名の変遷
| 実施後       | 実施年月日     | 実施前（各町名ともその一部） |
| ------------ | -------------- | ---------------------------- |
| 奏の杜一丁目 | 平成25年2月1日 | 谷津六丁目、谷津七丁目       |
| 奏の杜二丁目 | 平成25年2月1日 | 谷津六丁目、谷津七丁目       |
| 奏の杜三丁目 | 平成25年2月1日 | 谷津一丁目                   |

## 世帯数と人口
2024年（令和6年）3月31日現在の世帯数と人口は以下の通りである。
| 丁目         | 世帯数    | 人口    |
| ------------ | --------- | ------- |
| 奏の杜一丁目 | 993世帯   | 2,534人 |
| 奏の杜二丁目 | 1,918世帯 | 5,107人 |
| 奏の杜三丁目 | 425世帯   | 953人   |
| 計           | 3,336世帯 | 8,594人 |

## 小・中学校の学区
市立小・中学校に通う場合、学区は以下の通りとなる。
| 丁目         | 番地           | 小学校                 | 中学校               |
| ------------ | -------------- | ---------------------- | -------------------- |
| 奏の杜一丁目 | 1〜8、11〜16番 | 習志野市立谷津小学校   | 習志野市立第一中学校 |
| 奏の杜一丁目 | 9･10番         | 習志野市立谷津南小学校 | 習志野市立第一中学校 |
| 奏の杜二丁目 | 1･3〜19番      | 習志野市立谷津小学校   | 習志野市立第一中学校 |
| 奏の杜二丁目 | 2番            | 習志野市立谷津南小学校 | 習志野市立第一中学校 |
| 奏の杜三丁目 | 全域           | 習志野市立谷津小学校   | 習志野市立第一中学校 |

## 施設
- 奏の杜フォルテ
- 習志野市立第一中学校
- 谷津奏の杜公園
- ラビット公園
- キャロット公園

## 交通
鉄道
- JR総武線各駅停車、総武快速線
  - 津田沼駅

バス
- 京成バス
- 京成バスシステム